# 岩戸村 (福岡県)
岩戸村（いわどむら）は、福岡県筑紫郡にあった村。現在の那珂川市の一部。

## 地理
那珂川の中流域に位置していた。

## 歴史

### 沿革
- 1889年（明治22年）4月1日 - 町村制の施行により、那珂郡 西畑村、別所村、山田村、西隈村、後野村、道善村、恵子村、片縄村が合併して村制施行し、岩戸村が発足[1][2]。
- 1891年（明治24年）- 洪水被害[1]。
- 1896年（明治29年）4月1日 - 郡の統合により筑紫郡に所属[1][3]。
- 1909年（明治42年）- 洪水被害[1]。
- 1956年（昭和31年）4月1日 - 筑紫郡南畑村、安徳村、岩戸村と合併し那珂川町を新設して廃止された[1][2]

### 地名の由来
天岩戸は筑紫にあるという伝説による。

## 産業
主要産業は米、ナスなどの農業。